# Oyón (Peru)
Oyón ist die Hauptstadt der Provinz Oyón im Nordosten der Region Lima. Die im zentralen Westen von Peru gelegene Kleinstadt ist auch Verwaltungssitz des gleichnamigen Distriktes. Oyón hatte beim Zensus 2017 8334 Einwohner. 10 Jahre zuvor lag die Einwohnerzahl bei 7706.

## Geographische Lage
Die Stadt Oyón liegt in der peruanischen Westkordillere auf einer Höhe von 3620 m. Der Oberlauf des Flusses Río Huaura fließt westlich an der Stadt vorbei. Die Landeshauptstadt Lima liegt 155 km südlich von Oyón.